# Kostel svatého Jana Křtitele (Kunštát)
Kostel svatého Jana Křtitele je římskokatolický filiální, dříve farní kostel v Kunštátě, základní sídelní jednotce obce Orlické Záhoří, patřící do farnosti Neratov. Je chráněn jako kulturní památka České republiky. Kostel je v majetku obce Orlické Záhoří.

## Historie
V roce 1612 je uváděn dřevěný kostel.

## Architektura
Jednolodní, pozdně barokní budova se zaoblenými rohy. K pravoúhlému presbytáři přiléhá hranolová věž.

## Interiér
Zařízení je barokně-klasicistní z doby kolem roku 1770. Hlavní oltář se sochami sv. Jana Nepomuckého, Zikmunda, Václava a Vojtěcha. Další dva oltáře jsou pseudorománské.

## Okolí kostela
Na hřbitově u kostela se nachází jednolodní, obdélníková, plochostropá márnice se šindelovou valbovou klenbou, která je údajně částí původního kostela. Původně v ní byla umístěna pozdně gotická Kalvárie z roku 1500, která byla přenesena do kostela sv. Kříže v Klášterci nad Orlicí.

## Bohoslužby
Bohoslužby se konají první neděli v měsíci od 8.00.

## Galerie

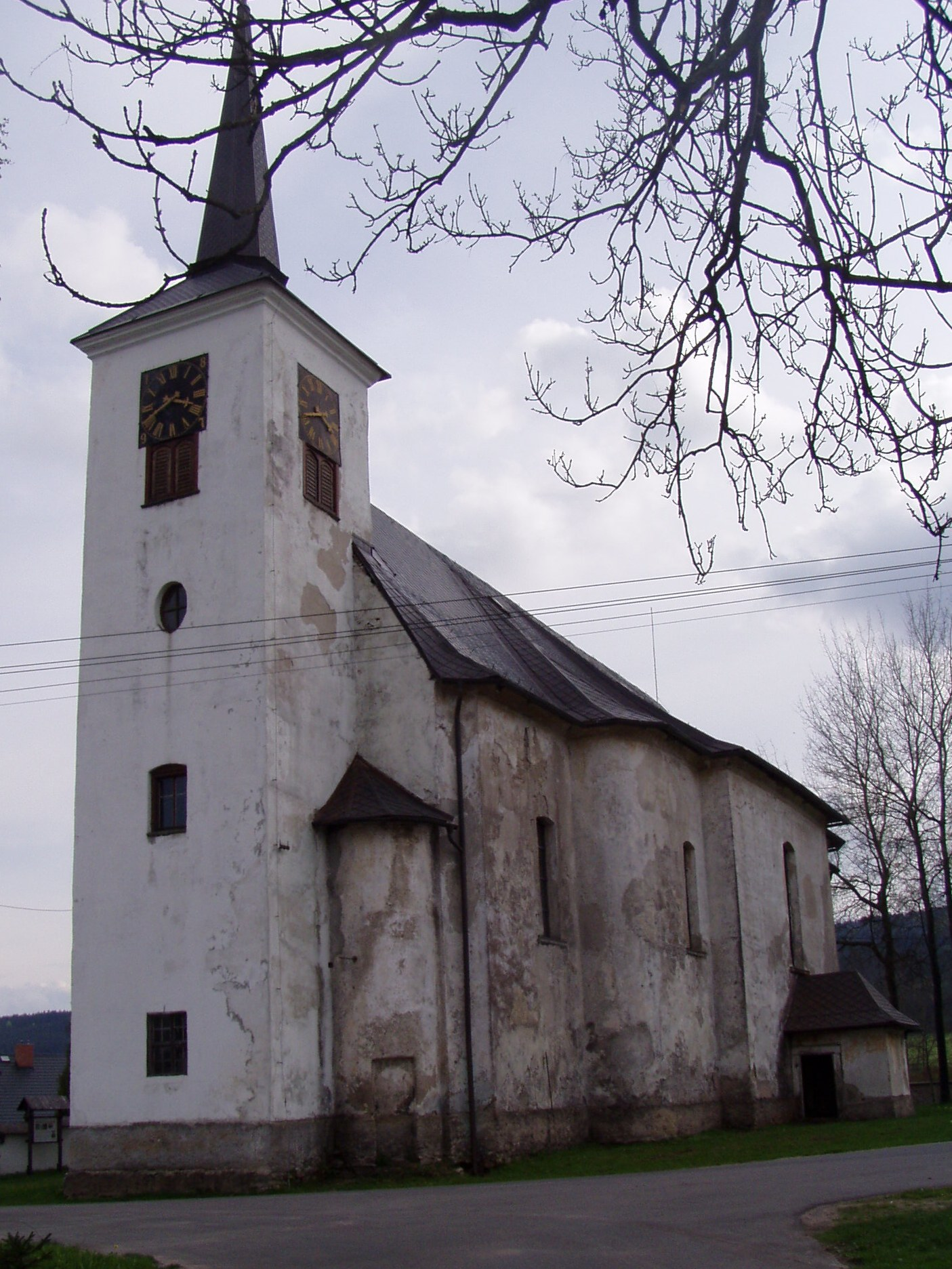
Kostel od východu
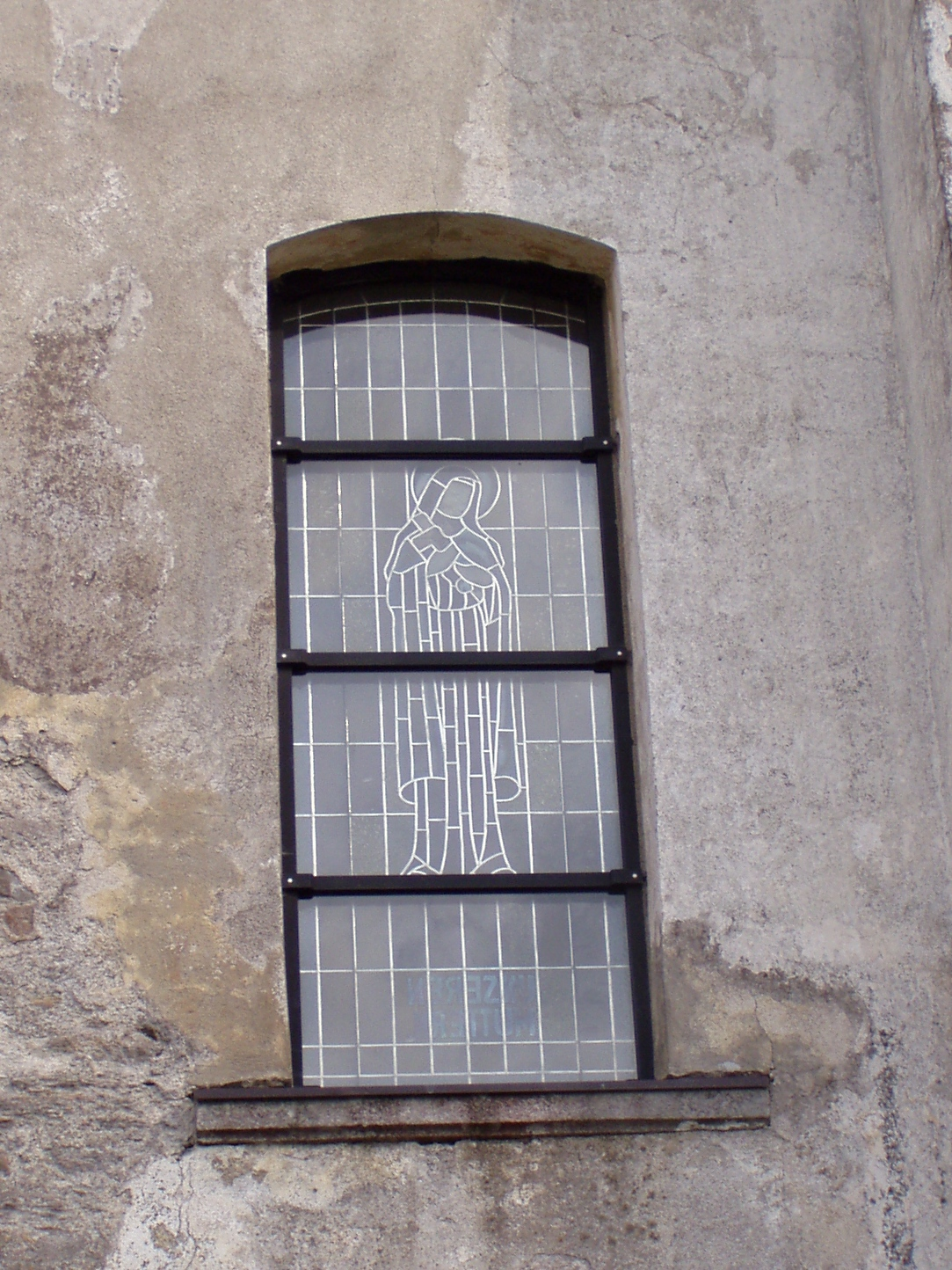
Vitrážové okno